# إميل بوهل
إميل بوهل (بالألمانية: Emil Puhl) (و. 1889 – 1962 م) هو سياسي، ومصرفي، واقتصادي ألماني، ولد في برلين، كان عضوًا في الحزب النازي، توفي في هامبورغ، عن عمر يناهز 73 عاماً.